# Rudolf Krzywiec
Rudolf Krzywiec (ur. 28 czerwca 1895 w Piaskach Duchownych, zm. 15 maja 1982 we Wrocławiu) – polski artysta ceramik, pedagog. Uprawiał również metaloplastykę.

## Życiorys
W latach 1924–1930 studiował w Szkole Sztuk Pięknych w Warszawie, w pracowni ceramiki u prof. Karola Tichego, a także w pracowni metaloplastyki u Wojciecha Jastrzębowskiego i Miłosza Kotarbińskiego, pełniąc w latach 1927–1930 funkcję asystenta Tichego. Dyplom uzyskał w 1932 r. Należał do założycieli Spółdzielni Artystów Plastyków „Ład”. Kiedy w 1928 r. powstała pracownia ceramiczna „Ładu”, objął nad nią kierownictwo artystyczne, które sprawował do 1931 r.. Był nauczycielem rysunków w I Gimnazjum Męskim im. gen. Sowińskiego w Warszawie. Wszedł też w skład Grupy Ceramików, którzy wyodrębnili się z Ładu, nie tracąc jednak związków z macierzystą spółdzielnią, co widać było m.in. na wystawie światowej w Nowym Jorku w 1939 r., gdzie obie grupy zaprezentowały swoje prace.
W 1933 r. artysta został zatrudniony w Państwowej Wyższej Szkole Sztuk Zdobniczych i Przemysłu Artystycznego w Poznaniu; początkowo jako wykładowca. Kiedy w 1936 r. na emeryturę odszedł kierownik Wydziału Ceramiki, Stanisław Jagmin, Krzywiec przejął jego obowiązki i sprawował je do 1939 r. Działając w Poznaniu, dołączył do grupy artystycznej Plastyka, zrzeszającej artystów z regionu wielkopolskiego.
Po II wojnie światowej – we współpracy z Franciszkiem Kruszwickim – zajął się reaktywacją pracowni ceramiki na poznańskiej uczelni. W 1945 został kierownikiem Zakładu Ceramiki; objął również stanowisko wicedyrektora uczelni (w 1947 r. przekształconej w Państwową Wyższą Szkołę Sztuk Plastycznych). Funkcje te pełnił do 1950 r. Jego asystentką była studiująca w PWSSP w latach 1947–1950 Elżbieta Piwek-Białoborska.
Wprowadzona w 1950 r. tzw. reforma Mangelowej zmieniła kształt polskiego szkolnictwa artystycznego, zawężając profile uczelni artystycznych do pojedynczych specjalności z zakresu sztuki użytkowej. Kadra od likwidowanych gałęzi sztuk użytkowych była przenoszona do innych ośrodków. Uczelni poznańskiej przyznano specjalizację w zakresie meblarstwa, udało się również zachować rzeźbę, zaś ceramika należała do tych specjalności, które uległy likwidacji. Prof. Krzywiec został przeniesiony do Państwowej Wyższej Szkoły Sztuk Plastycznych we Wrocławiu, której przyznano specjalizację w zakresie ceramiki i szkła. Tam został dziekanem Wydziału Ceramiki i Szkła oraz kierownikiem Katedry Ceramiki. Pracował na uczelni do przejścia na emeryturę w 1965 r. Oprócz pracy na PWSSP pełnił również funkcję konsultanta w zakładach produkcji ceramiki w Bolesławcu, Jaworzynie Śląskiej i Wałbrzychu.
W 1959 r. Rudolf Krzywiec został członkiem tytularnym Międzynarodowej Akademii Ceramiki (AIC) w Genewie, a w latach 1963–1966 był przedstawicielem Polski w tej organizacji.

## Twórczość
Przedwojenna twórczość Krzywca cechowała się charakterystyczną dla członków „Ładu” i Grupy Ceramików prostotą i funkcjonalnością form, była dekorowana głównie barwnym szkliwem. Podobny kierunek podejścia do ceramiki wpajał również swoim studentom, zarówno podczas pracy w Poznaniu, jak i we Wrocławiu. W jego dorobku szczególne uznanie budziły stosowane przezeń szkliwa redukcyjne i iryzujące. Doświadczenia w zakresie szkliw prowadził przez cały okres swojej pracy twórczej.
W okresie powojennym prace artysty były z początku skromniejsze, zdobione grubą warstwą szkliw redukcyjnych. Od 1948 r. w jego twórczości pojawiły się motywy ludowe, przejawiające się zarówno w dekoracji, jak i w formie, na przykład malowane angobami. Widoczne były one również podczas działalności we Wrocławiu, gdzie artysta do dekoracji wykorzystywał także technikę sgraffita.
W ostatnim okresie swojej twórczości Krzywiec nawiązywał do greckiego malarstwa czarno- i czerwonofigurowego. Dekorowane w ten sposób patery i wazony zaprezentował w 1960 r. na wystawie we Wrocławiu. Później poświęcił się już wyłącznie teorii dydaktyki artystycznej.
Rudolf Krzywiec ma na swoim koncie również liczne publikacje dotyczące technologii ceramiki oraz metodyki nauczania.

## Publikacje[a]
- 1932 – O nauce rysunku w szkole ogólnokształcącej
- 1933 – Dydaktyka nauki rysunku w nowem wychowaniu
- 1950 – Podstawy technologii ceramiki: podręcznik dla ceramików
- 1952 – Technologia rzemiosła garncarskiego – przedmowa
- 1952 – Podstawy technologii ceramiki
- 1954 – Technologia rzemiosła garncarskiego. Cz. 2, Historia pieca garncarskiego
- 1968 – U źródeł wzornictwa
- 1971 – Rysunek w systemie nauk pedagogicznych
- 1972 – Projektowanie brył i płaszczyzn oraz „Ład” jako eksperymenty pedagogiczne i organizacyjne
- 1973 – Rozprawa o kulturze rysunku
- 1974 – Weryfikacja rysunku dwuwymiarowego
- 1974 – Dysertacja o dziejach rozwoju rysunku
- 1975 – Pochwała pedagogiki
- 1977 – Dysertacja o treści i celach studiów dla pedagogów-plastyków
- 1978 – Dysertacja o nauczaniu rysunku w szkole ogólnokształcącej
- 1979 – Komponowanie plastyczne w studiach dla nauczycieli rysunku szkoły ogólnokształcącej
- 1981 – Kształcenie i wychowanie plastyczne w szkole

## Odznaczenia, nagrody i wyróżnienia[b]
- Krzyż Kawalerski Orderu Odrodzenia Polski (1964)
- Srebrny Krzyż Zasługi (11 listopada 1936)[20]
- Medal Dziesięciolecia Odzyskanej Niepodległości (1938)
- Medal 10-lecia Polski Ludowej (1955)
- złoty medal na Międzynarodowej Wystawie Ceramiki AIC w Pradze (1962)
- nagroda Ministra Kultury i Sztuki (1964)

## Niektóre wystawy
- 1926 – Powszechna Wystawa Krajowa w Poznaniu[21]
- 1930 – wystawa sztuki dekoracyjnej w Katowicach[2]
- 1935 – wystawa w Królewcu[2]
- 1937 – Ogólnopolski Salon Sztuki w Poznaniu[21]
- 1938 – Wystawa Grupy Ceramików w Warszawie[21]
- 1939 – Międzynarodowa Wystawa w Nowym Jorku[21]
- 1946 – Wystawa Rzemiosł Artystycznych w Poznaniu[4]
- 1948 – Rzemiosło i Sztuka w Poznaniu[4]
- 1950 – Plastycy w walce o pokój w Poznaniu[4]
- 1953 – Ogólnopolska Wystawa Architektury Wnętrz w Poznaniu[2]
- 1954 – I Ogólnopolska Wystawa Ceramiki i Szkła Artystycznego we Wrocławiu[2]
- 1955 – Okręgowa Wystawa Architektury Wnętrz i Sztuki Dekoracyjnej w Poznaniu[4]
- 1956 – Wystawa XXX-lecia Spółdzielni „Ład” w Warszawie[21]
- 1960 – II Ogólnopolska Wystawa Ceramiki we Wrocławiu[2]
- 1962 – Międzynarodowa Wystawa Ceramiki AIC w Pradze[21]
- 1964 – Ogólnopolska Wystawa Tkaniny, Ceramiki i Szkła w Warszawie[21]
- 1967 – wystawa XL-lecia „Ładu” w Warszawie[2]
- 1970 – Międzynarodowa Wystawa Ceramiki Tworzywo w ceramice współczesnej w Gdańsku[22]
- 1984 – wystawa monograficzna Julia Kotarbińska 1895–1979. Rudolf Krzywiec 1895–1982 w Muzeum Narodowym we Wrocławiu[22]
- 2003 – Ceramika w Poznaniu. Od roku 1945 do teraźniejszości w Muzeum Sztuk Użytkowych w Poznaniu[4]